# Mushti yuddha
Mushti-yuddha o musti-yuddha es una forma de boxeo tradicional de la India, Bangladés y Pakistán. La expresión literalmente significa "combate con puños", de las palabras en sánscrito muśti (puño) y yuddha (pelea, lucha). Mientras que originalmente era utilizado como un término general para referirse a todas las artes de boxeo, en la actualidad por lo general se refiere a la única forma desarmada que sobrevive que se practica exclusivamente en Benarés. En Punyab se sigue practicando una versión armada, llamada Loh-Musht, en la que los practicantes usan un anillo de hierro en una mano.
Los aprendices de boxeadores deben practicar durante años, endureciendo sus puños golpeando rocas y otras superficies duras, hasta que pueden romper cocos y rocas con sus manos desnudas. Se puede golpear cualquier parte del cuerpo, excepto las ingles, pero los principales objetivos son la cabeza y el pecho. Las técnicas incluyen puñetazos, patadas, rodillazos y agarres. Los combatientes no llevan ningún tipo de protección, ni en el cuerpo ni en los puños. Los combates pueden ser uno contra uno, uno contra varios o varios contra varios.